# Окридион
Окридион (от «окрис» — возвышенность) — герой, чьё святилище было на Родосе.
Согласно записанной Плутархом легенде, Охим просватал за Окридиона свою дочь Кидиппу. Но брат Охима, Керкаф, влюблённый в Кидиппу, похитил её и бежал. Для похищения он сговорился с вестником, который должен был отвести Кидиппу к жениху. Из-за этого возник обычай не допускать вестников в святилище Окридиона в память о нанесённом ему оскорблении. Современные комментаторы считают такое объяснение обычая сомнительным, поскольку сопровождение невесты вестником не согласуется с известными свадебными обрядами.
Этрусское слово укурса, латинское имя Окрисия (мать Сервия Туллия) сопоставлялось с пеласгийским именем Акрисий.